# Макинак (окръг, Мичиган)
Окръг Макинак (на английски: Mackinac County) е окръг в щата Мичиган, Съединени американски щати. Площта му е 5442 km², а населението – 10 787 души (2018). Административен център е град Сейнт Игнас.